# Кеннеди, Стюарт
Стюарт Роберт Кеннеди (англ. Stuart Robert Kennedy; 31 мая 1953, Гранджемут, Шотландия) — шотландский футболист.

## Карьера
Кеннеди переехал в «Абердин» в 1976 году за 30 000 фунтов стерлингов и занял заметное место в успешной команде Абердина того периода. Кеннеди стал частью команды выигравшей футбольную лигу Шотландии в сезоне 1979/80, Кубок Шотландии в сезоне 1981/82 и Кубок Лиги 1976/77 годов.
Во втором этапе полуфинала Кубка обладателей кубков в 1983 году Кеннеди получил серьезную травму колена. Сыграв в каждой игре европейской кампании «Абердина» до того времени, был вынужден наблюдать со скамейки запасных, когда его команда встретилась с мадридским «Реалом» в финале в Гётеборге, Швеция. «Доны» выиграли турнир, обыграв испанский гранд со счётом 2:1. Несмотря на то, что Кеннеди не мог играть, игрок заработал себе место на скамейке запасных, в знак уважения от тренера шотландцев Алекса Фергюсона. Травма оказалась настолько серьезной, что Кеннеди никогда больше не играл на профессиональном уровне.